# Publius Cornelius Dolabella (Prätor 69 v. Chr.)
Publius Cornelius Dolabella aus dem Zweig der Dolabellae der Gens der Cornelier war ein römischer Politiker und Senator.
Dolabella war 69 oder 68 v. Chr. Praetor. Danach wurde er als Propraetor in die Provinz Asia geschickt. Auf seine Amtsführung dürfte sich eine Ehreninschrift aus Pergamon beziehen. Möglicherweise war er der Vater des Publius Cornelius Dolabella, der 50 v. Chr. in zweiter Ehe Tullia, die Tochter Ciceros, heiratete und später im Bürgerkrieg auf Seiten der Caesarianer kämpfte.